# Live in London (Leonard Cohen)
Live in London è un album discografico live del cantautore folk canadese Leonard Cohen, pubblicato nel 2009.
Le registrazioni sono state effettuate il 17 ottobre 2008 a Londra.

## Tracce

### Disco 1
1. Dance Me to the End of Love – 6:20
2. The Future – 7:20
3. Ain't No Cure for Love – 6:16
4. Bird on the Wire – 6:14
5. Everybody Knows – 5:52
6. In My Secret Life – 5:02
7. Who by Fire – 6:35
8. Hey, That's No Way to Say Goodbye – 3:47

### Disco 2
1. Anthem – 7:20
2. Introduction – 1:29
3. Tower of Song – 7:07
4. Suzanne – 3:46
5. The Gypsy's Wife – 6:42
6. Boogie Street (feat. Sharon Robinson) – 6:57
7. Hallelujah
8. Democracy – 7:08
9. I'm Your Man – 5:41

### Disco 3
1. Recitation (feat. Neil Larsen) – 3:53 (L. Cohen, N. Larsen)
2. Take This Waltz – 8:37
3. So Long, Marianne – 5:24
4. First We Take Manhattan – 6:15
5. Sisters of Mercy – 4:56
6. If It Be Your Will (feat. The Webb Sisters) – 5:22
7. Closing Time – 6:15
8. I Tried to Leave You – 8:33
9. Whither Thou Goest – 1:27 (Guy Singer)